# 海堡
海堡（かいほう、かいほ）は、海上に人工的に造成した島に砲台を配置した、洋上にある要塞の一つである。日本では東京湾に明治と大正に建設された複数の海堡が存在している。
第一海堡、第二海堡は千葉県富津市、第三海堡は神奈川県横須賀市に属する。

## 日本の海堡
日本は明治から大正にかけて、大日本帝国陸軍大将の山縣有朋が、大日本帝国の要塞化を主張。東京湾には千葉県の富津岬沖から、神奈川県の観音崎沖側にかけて首都防衛のために3か所の人工島が造成された。
海堡の完成後は、陸軍兵舎や砲台が建設され、自然島である猿島とあわせて、東京湾口に円弧状に存在する首都防衛ラインの一環として運用された。しかし第二海堡と第三海堡は、1923年（大正12年）9月1日の関東大地震により被災し、その年のうちに廃止・除籍された。第一海堡はその後も使用され、東京湾要塞の一部として第二次世界大戦の終了時まで運用された。
なおこれらの東京湾に作られた海堡は、現在は洋上要塞として機能していない上に、東京湾周辺の海上交通の混雑から、海難事故の原因と指摘されていることから、ヨット愛好家とされる生前の石原慎太郎をはじめ、船舶運航関係者が第二海堡の撤去を要求している。一方で、建設当初に堅牢に設計されたために、撤去が困難である部位を残している。

### 第一海堡
1881年8月起工、1890年12月完成。富津市に属する。富津岬の沖合いすぐに位置し、面積は約23,000 m2。東京湾要塞の海堡として最初に運用が開始された。第二次世界大戦後に日本を占領下に置いた連合国軍により、要塞無力化のため中央部が破壊されている。
土砂の堆積と関東大地震による隆起のため、富津洲と地続きになっていたことがある。海底の水深は1.2 mから4.6 mであり、第一海堡を撤去しても、航路として活用するには浚渫が別途必要である。千葉県立富津公園の明治百年記念展望塔からは、神奈川県横須賀市を背景に第一・第二海堡を一望することができる。
なお財務省の所管であり、無断立入はできない。
- 第一海堡の位置

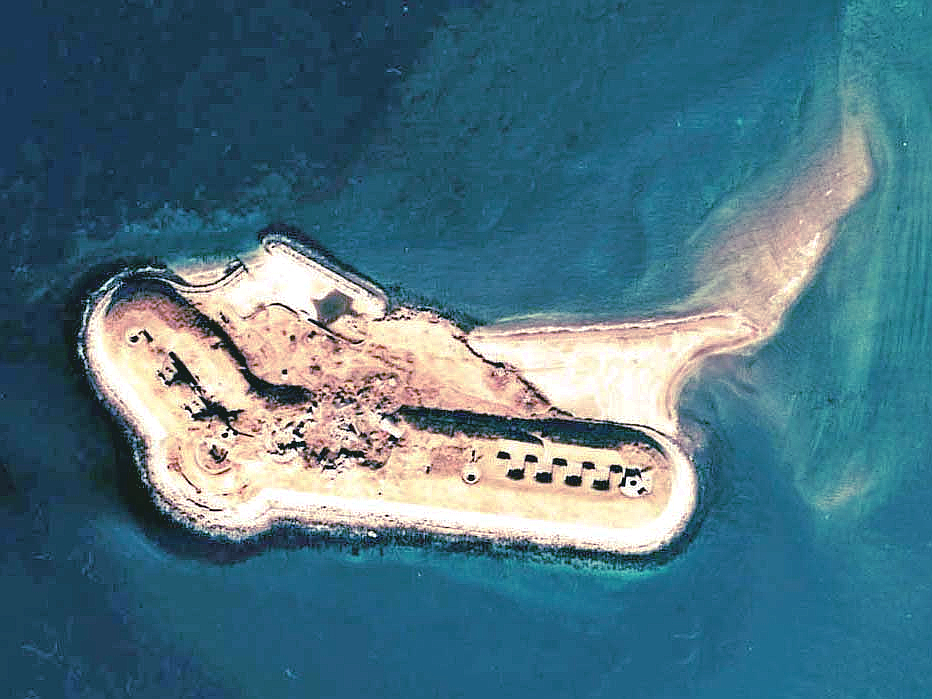
第一海堡（1974年）国土交通省 国土地理院 地図・空中写真閲覧サービスの空中写真を基に作成
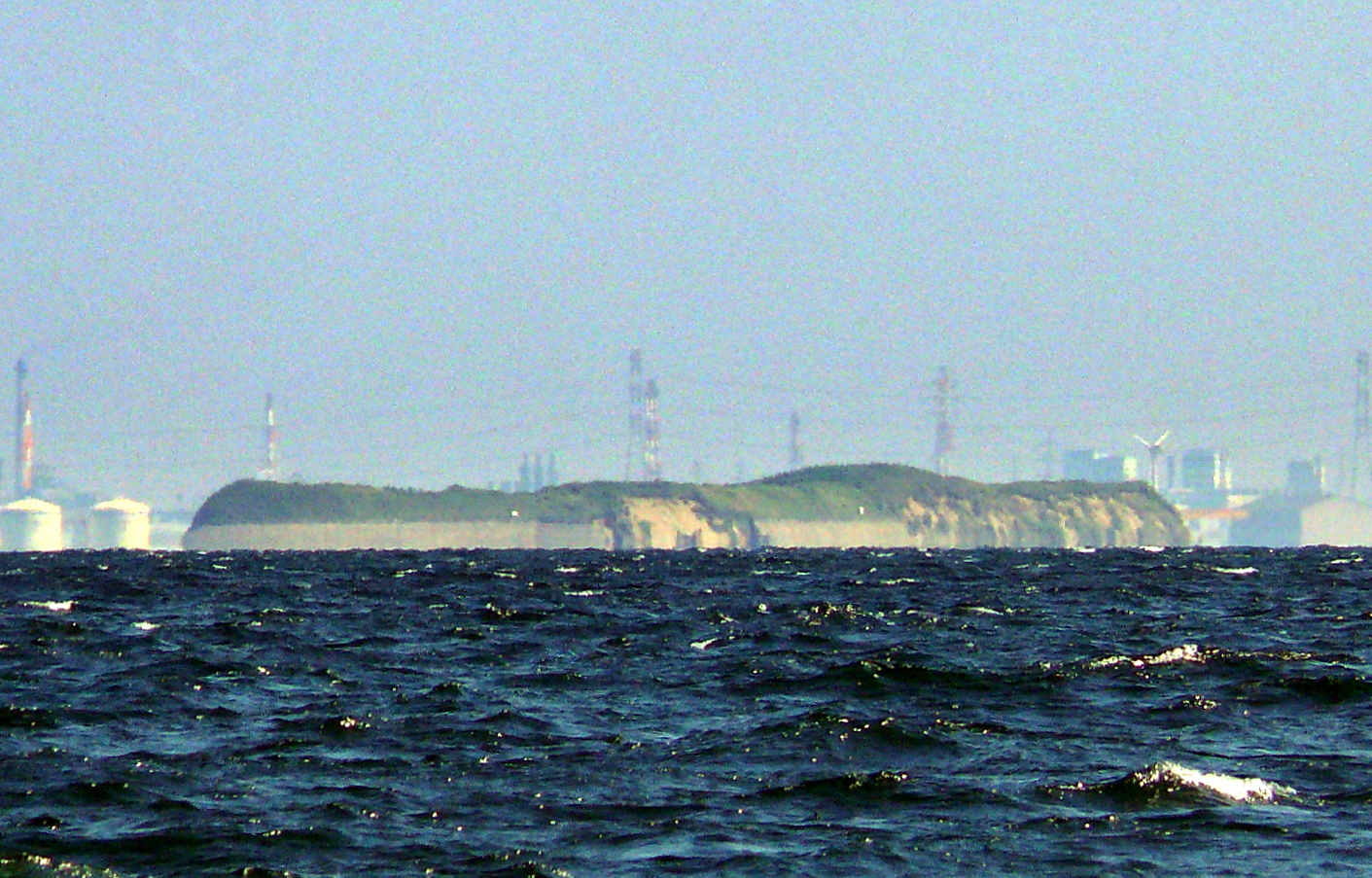
第一海堡を横須賀市の猿島より望む（2008年）
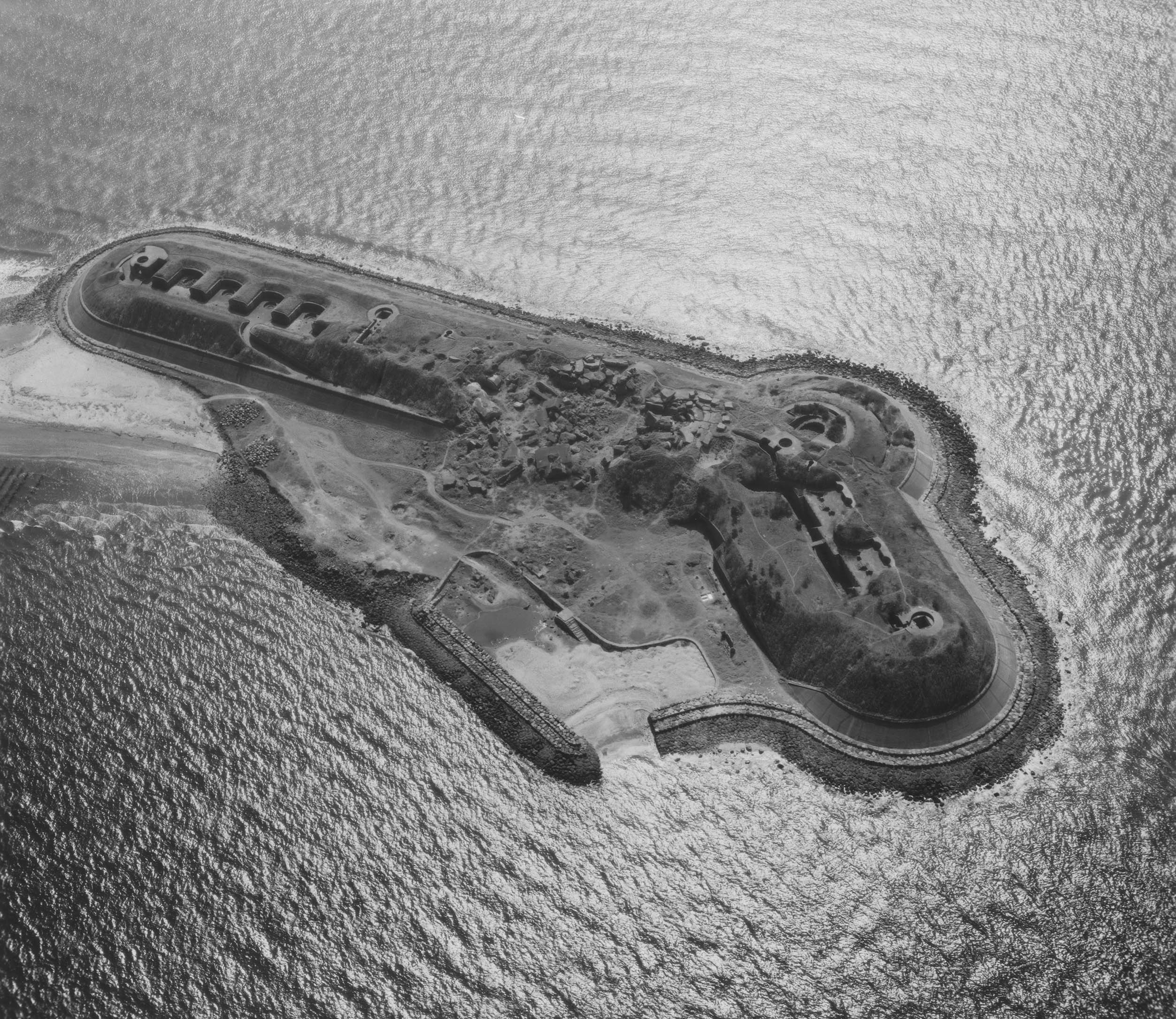
1958年3月米軍撮影

### 第二海堡
1889年8月起工、1914年6月完成。富津市に属する。浦賀水道と内湾の北側境界に位置し面積は約41,000 m2。関東大震災により、地下通路の床が持ち上がって通行不能になり、構造物に亀裂を生じる、砲床や胸壁が破壊されるなど大きな被害を受ける。修復は困難と判断され、その年のうちに廃止・除籍された。
その後、最低限の補修が行われ大日本帝国海軍が使用する。第二次世界大戦中はカノン砲や防空指揮所などが設置されたほか、敵潜水艦の東京湾への侵入を防ぐ防潜網が設置された。日本の降伏に伴い、第一海堡同様に軍事施設はアメリカ軍により爆破処理された。戦後は海上保安庁によって灯台が設置され、さらに1977年からは海上災害防止センターの消防演習場として利用されている。
以前は、神奈川県からの渡し舟で釣り人が渡航していた。侵食が進んでいることによる安全上の理由から、2005年6月末に立入りが禁止された。
浦賀水道航路および中ノ瀬航路に接し、くの字に折れ曲がった航路の凹部に隣接する。海底の水深は8 mから12 mであり、第二海堡を撤去しても喫水の大きい船が航行するには更なる浚渫が必要。
将来、直下型の大地震が起きた際に劣化した護岸が崩壊し、流出する土砂が航路の海底に堆積して大型船舶の往来を妨げる危険があることから、2006年度から護岸整備工事が行われている。2014年、TOKIOが出演する『ザ!鉄腕!DASH!!』の企画にて、放送内容が「東京湾の海洋環境の再生に対する啓蒙活動の一助となるとの考え」で国土交通省の立ち入り許可が下り、城島茂と山口達也が『DASH海岸』の一環として、第二海堡の生態系を調査した。
2018年、管轄する国土交通省は、観光資源の開発を目的に、試験的に第二海堡への観光ツアーを認めた。2019年より民間観光業者によって上陸ツアーが開催されている。今後も灯台と消防演習場として存続される予定である。
- 第二海堡の位置

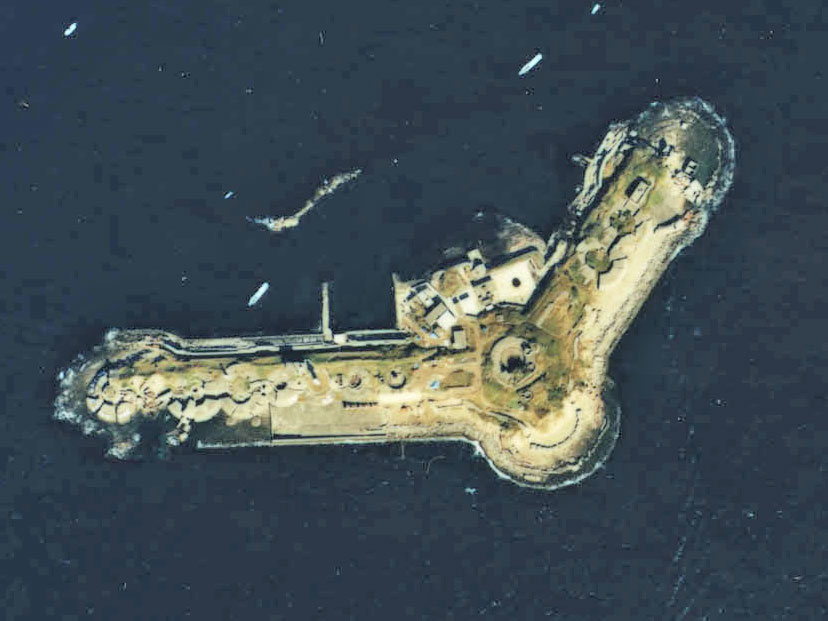
第二海堡（1988年）国土交通省 国土地理院 地図・空中写真閲覧サービスの空中写真を基に作成
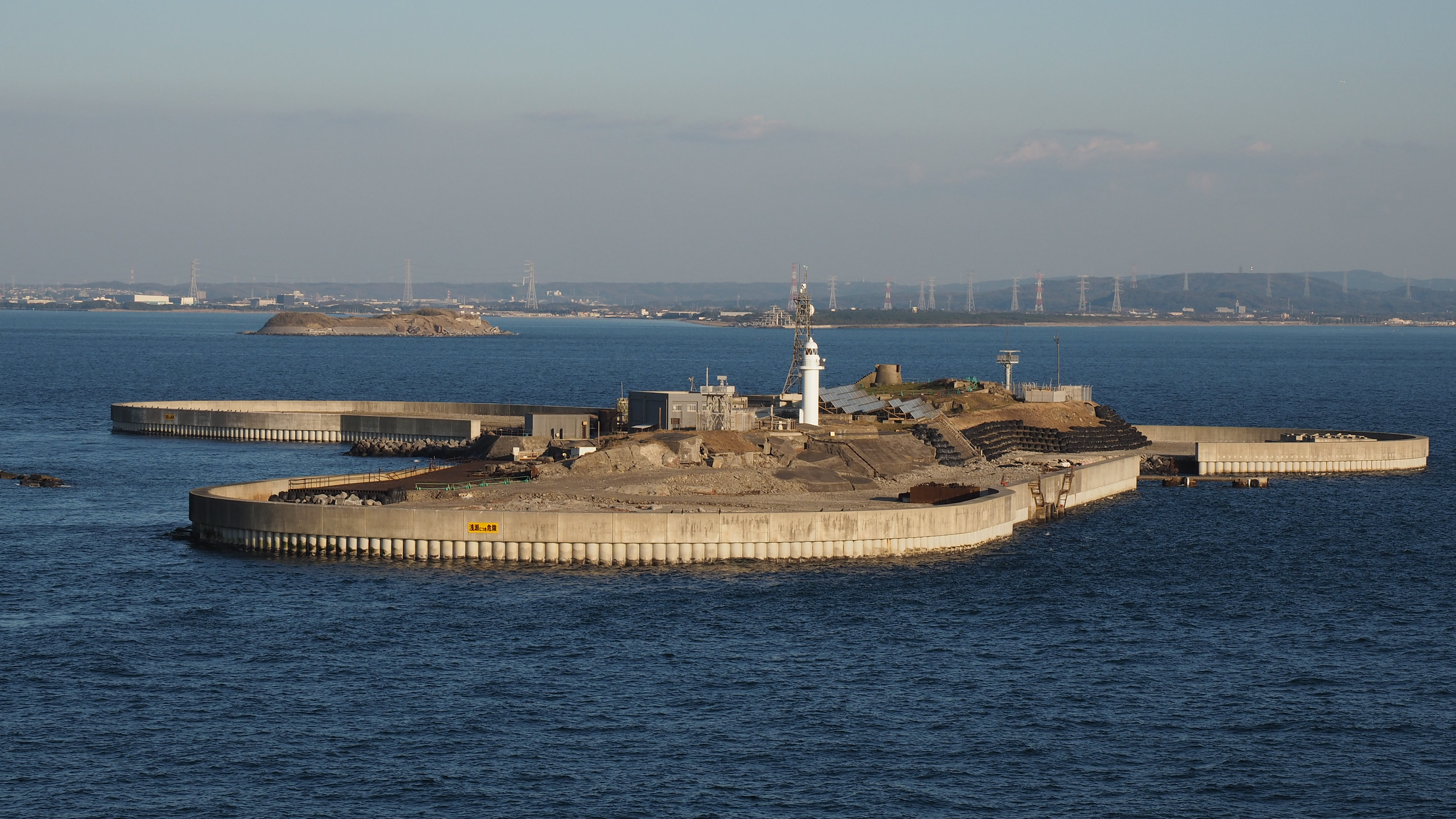
浦賀水道航路より見る第二海堡。左奥に第一海堡。（2020年）
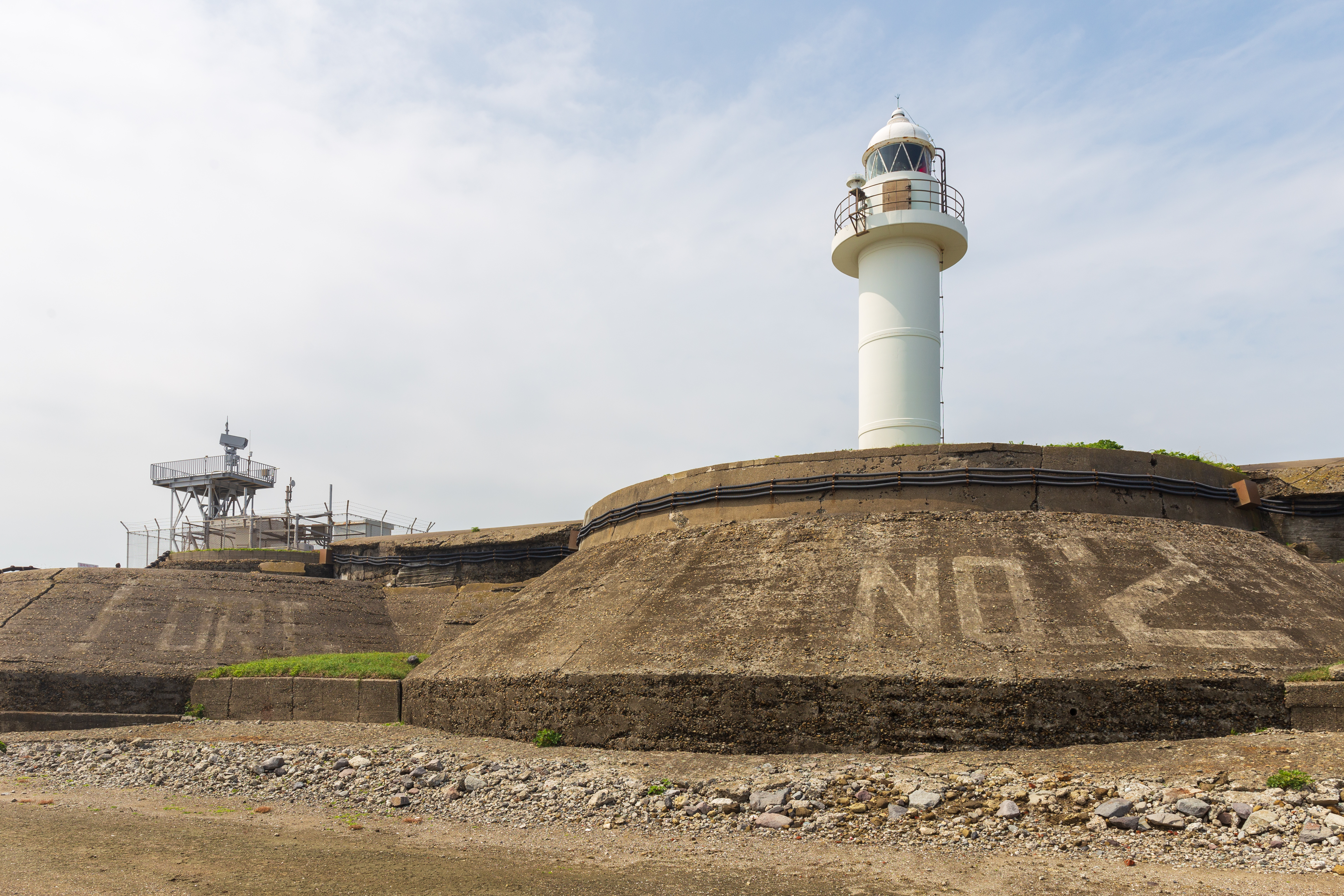
第二海堡灯台（2019年）
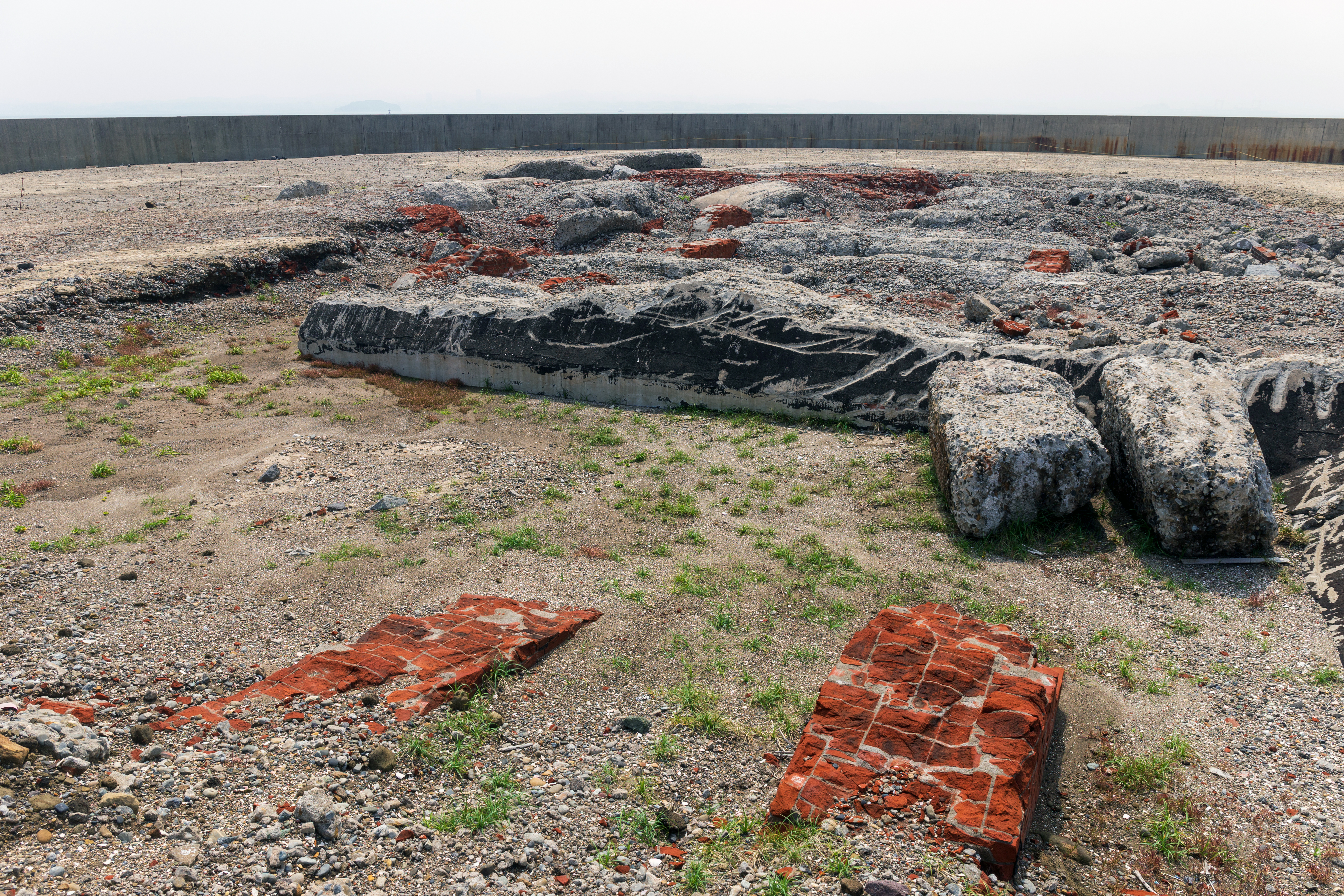
第二海堡遺構（2019年）
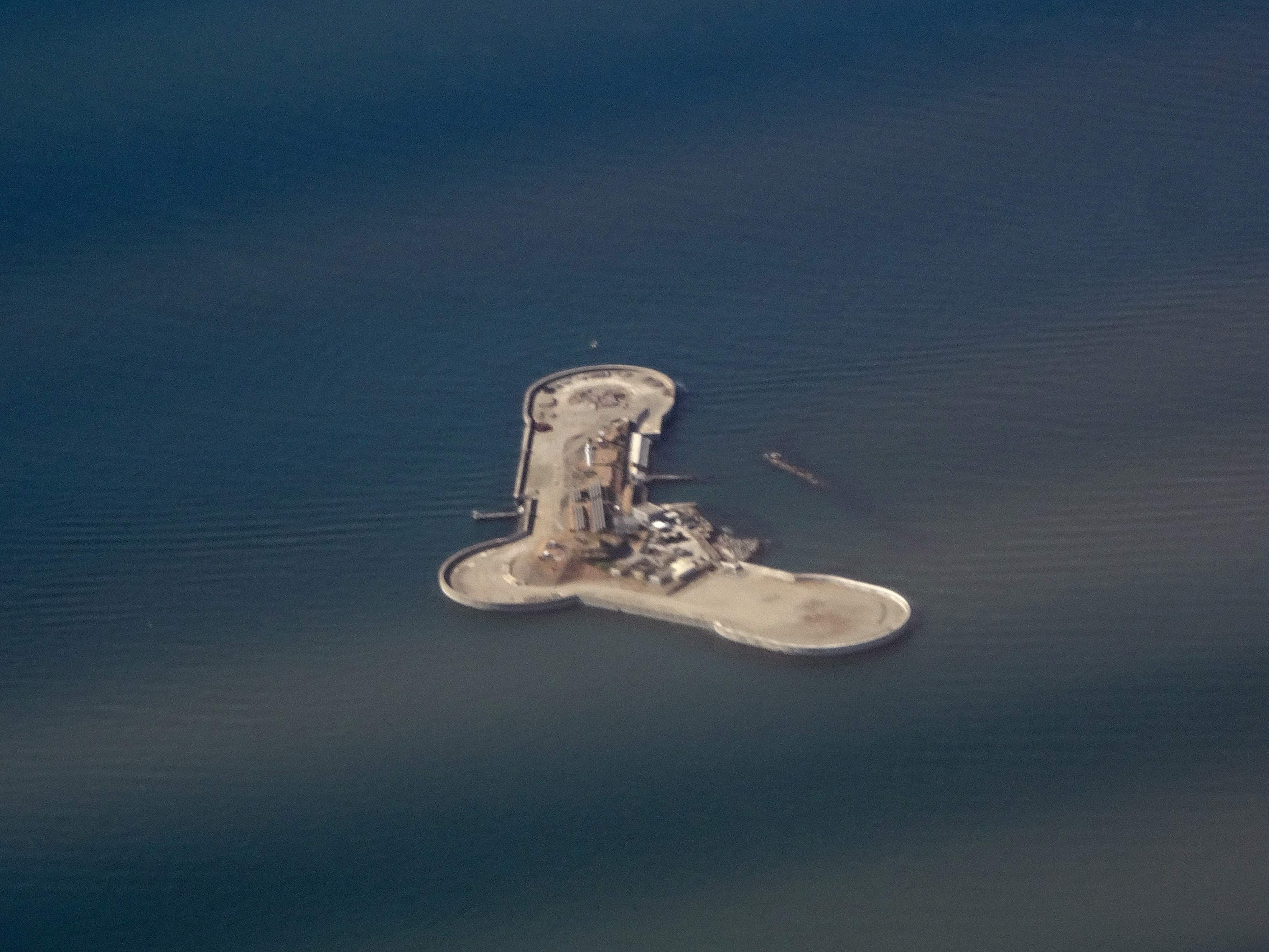
第二海堡を空撮（2025年）

### 第三海堡
1892年8月起工、1921年完成。横須賀市観音崎沖に建設され、面積は約34,000 m2。三つの海堡の中で最も深い、水深約39 mの位置に造成されたため難工事となり、完成までに30年を要している。しかし完成からわずか2年後の関東大震災により最大4.8 mの沈下が発生し、全体の三分の一が水没、地下部分も破壊されるなど三つの海堡で最も大きな被害を受けた。復旧は困難と判断されて廃止・除籍されている。
第三海堡跡は浦賀水道航路に隣接しており、海上交通の輻輳から海難事故の原因と指摘されていたが、船舶側が撤去を望む一方、漁業関係者側は魚礁代わりの絶好の漁場として存続を求めていた。その後、1988年に海上自衛隊潜水艦と遊漁船が衝突したなだしお事件が発生したことを受けて一時撤去が検討され、この時は結局お流れとなったものの、航路として安全な水深を確保するため2000年12月から撤去工事が進められ、2007年8月に完了した。吊り上げられた構造物は第三海堡跡南西2,000 mの海域に投棄され、魚礁に再利用されているほか、一部は陸揚げして綿密に調査され、当時の土木工事の水準を超えた人工島造成技術が分析されている。
兵舎や弾薬庫など陸揚げされた構造物は、横須賀市浦郷町にある国土交通省関東地方整備局追浜展示施設で公開されている。また、大型兵舎はうみかぜ公園に展示されている。
- 第三海堡の位置

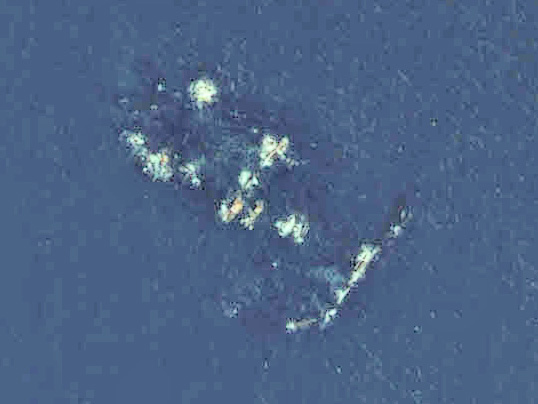
第三海堡（1983年）国土交通省 国土地理院 地図・空中写真閲覧サービスの空中写真を基に作成
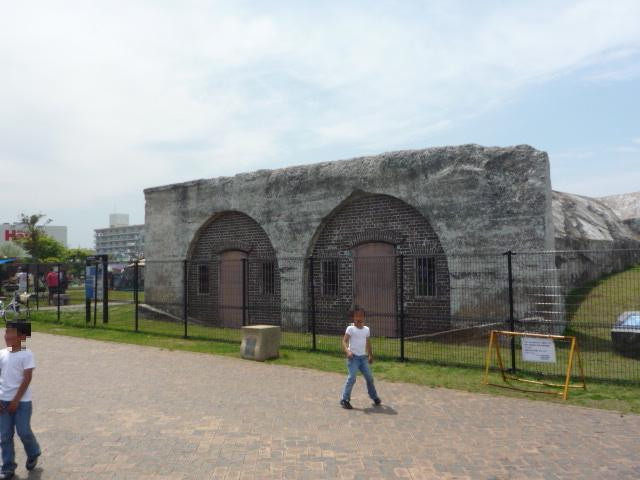
横須賀市のうみかぜ公園に展示されている第三海堡の大型兵舎（2010年）

## 舞台となった作品
※発表・出版年順。
- キイハンター 第5話「必殺の瞬間」（1968年）- 第一海堡にて。風間洋介（千葉真一）が島中を駆け巡り、複数の敵と戦うシーンを撮影。
- 蘇える金狼（1979年）- 中盤アクションシーン。
- 宇宙刑事ギャバン 第1話「東京地底の怪要塞」（1982年）- 第二海堡にて。マクーの秘密基地として上空から撮影。ギャバン（大葉健二）が侵入し、戦うシーンは第一海堡にて撮影。
- 名探偵コナン（1994年）
- ビリーバーズ（1999年）
- S -最後の警官-（2009年）
- King Gnu × Red Bull Secret Gig (June 5th, 2021 at 第二海堡) (2022年) - 第二海堡にて。2022年に映像化された。